# Église en bois Saint-Nicolas de Javorani
Pour les articles homonymes, voir Église Saint-Nicolas.
L'église en bois Saint-Nicolas (en serbe cyrillique : Црква брвнара Светог Николе ; en serbe latin : Crkva brvnara u Javoranima) est située en Bosnie-Herzégovine, sur le territoire du village de Javorani et dans la municipalité de Kneževo. Cette église en bois a été construite en 1757.

## Localisation

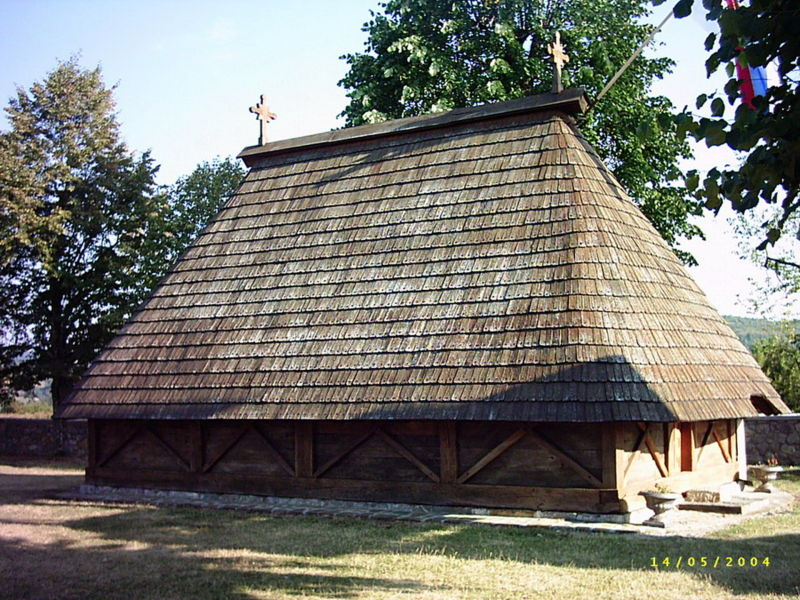
Autre vue de l'église

## Architecture

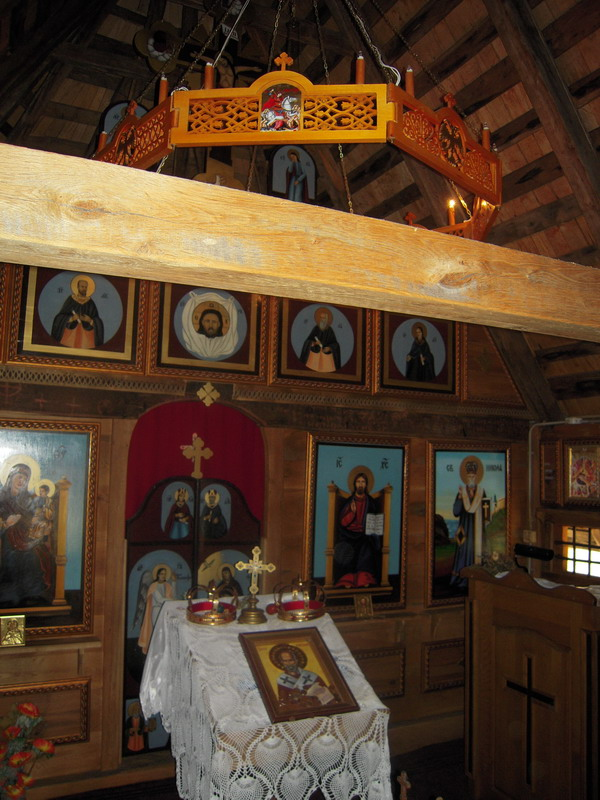
L'intérieur de l'église